# اس‌تی‌اس-۱۱۹
اس‌تی‌اس-۱۱۹ یک ماموریت شاتل فضایی بود که در مارس ۲۰۰۹ میلادی و به مقصد ایستگاه فضایی بین‌المللی انجام گردید. این ماموریت به وسیله فضاپیمای دیسکاوری انجام شد.